# Progetto 72
Progetto 72 è la designazione russa di un gruppo di portaerei convenzionali sviluppate per la marina sovietica a partire dal 1950. La classe avrebbe dovuto comprendere due unità, ma entrambe rimasero sulla carta a causa del disinteresse politico per questo tipo di navi.

## Sviluppo
La decisione di sviluppare una classe di portaerei venne presa in Unione Sovietica dopo la fine della seconda guerra mondiale. In particolare, i vertici delle forze armate prevedevano di immettere in servizio una coppia di unità, note come Progetto 72, che avrebbero dovuto avere un dislocamento di 23.700 tonnellate. La costruzione avrebbe dovuto iniziare prima del 1950. Parallelamente, fu ordinato lo sviluppo di un aereo imbarcato, il Tupolev Tu-91.

Tuttavia, questo piano fu in pratica bloccato dall'ostilità di Stalin, che era fortemente contrario alle portaerei. In tal senso, tutti gli sforzi sostenuti dall'ammiraglio Nikolaj Kuznecov per far comprendere al dittatore l'importanza di navi di questo tipo per individuare (e colpire) unità navali nemiche ad oltre 300 miglia dalla costa furono vani.

La situazione non migliorò con la morte di Stalin. Infatti, Nikita Sergeevič Chruščёv era più favorevole allo sviluppo di sottomarini ed unità lanciamissili. Il risultato fu la fine del Progetto 72, così come era stato concepito. Infatti, la prima classe di unità sovietiche con a bordo aeromobili furono le classe Moskva (Progetto 1123), che imbarcavano solo mezzi ad ala rotante. La prima di queste navi fu iniziata nel 1962 ed entrò in servizio nel 1967.